# Diocese de Bagdogra
A Diocese de Bagdogra (Latim:Dioecesis Bagdogranus) é uma diocese localizada no município de Bagdogra, no estado de Bengala Ocidental, pertencente a Arquidiocese de Calcutá na Índia. Foi fundada em 14 de junho de 1997 pelo Papa João Paulo II. Com uma população católica de 58.900 habitantes, sendo 5,0% da população total, possui 20 paróquias com dados de 2020.

## História
Em 14 de junho de 1997 o Papa João Paulo II cria a Diocese de Bagdogra através do território da Diocese de Darjeeling.

## Lista de bispos
A seguir uma lista de bispos desde a criação da diocese em 1997.
|                          | Nome           | Período     | Notas                        |
| Bispos                   | Bispos         | Bispos      | Bispos                       |
| ------------------------ | -------------- | ----------- | ---------------------------- |
| 3º                       | Paul Simick    | 2024-       | Atual                        |
| 2º                       | Vincent Aind   | 2015 - 2023 | Nomeado arcebispo de Ranchi  |
| 1º                       | Thomas D’Souza | 1997 - 2011 | Nomeado arcebispo de Calcutá |
| Administrador apostólico |                |             |                              |
|                          | Thomas D’Souza | 2011 - 2015 |                              |